# Gordian III
Gordian III (łac. Marcus Antonius Gordianus; ur. 20 stycznia 225, zm. 11 lutego 244), panował jako Imperator Caesar Marcus Antonius Gordianus Pius Felix Augustus – cesarz rzymski w latach 238–244, syn Juniusa Balbusa i Maecji Faustyny, córki Gordiana I.

## Objęcie władzy
Gordian został cezarem (młodszym cesarzem) w wieku 13 lat podczas buntu przeciwko władzy cesarza Maksymina Traka. Maksymin, wywodzący się z nizin społecznych i przez to niepopularny wśród senatorskiej elity, objął władzę w wyniku przewrotu w 235 roku i od tego czasu prowadził kampanie przeciwko barbarzyńcom za Renem i Dunajem. Jego zwiększone wydatki na armię wymagały podniesienia podatków, co było przyczyną rozruchów w prowincji Afryka (rok 238), w wyniku których cesarzem obwołano dziadka Gordiana III, Gordiana I (syn Gordiana I, Gordian II, został współrządcą), który uzyskał poparcie w rzymskim senacie. Wkrótce Gordian I i II zginęli, ale senat postanowił trwać w buncie przeciwko Maksyminowi i wybrał spośród swojego grona dwóch nowych cesarzy, Balbina i Pupiena. Pod naciskiem ludu stolicy, a także prawdopodobnie dzięki zakulisowym działaniom stronników i rodziny Gordianów, cezarem ogłoszono Gordiana III.
Maksymin zginął w czerwcu 238 roku oblegając Akwileję, jego armia przeszła na stronę trójki władców wybranych przez senat. Jednak pozycja Balbina i Pupiena słabła w wyniku problemów finansowych i zagrożenia na granicach imperium. W sierpniu 238 roku obaj zostali zamordowani przez pretorian, którzy (być może przekupieni przez stronnictwo Gordianów) jedynym cesarzem ogłosili Gordiana III. Senat zatwierdził ich wybór.

## Rządy
Wraz z Gordianem wpływy zyskała elita, która chciała powrotu do modelu władzy sprzed przewrotu outsidera Maksymina, czyli do szacunku ze strony cesarza wobec senatu (choć w tej elicie nie brakowało stronników Maksymina, którzy teraz przeszli na stronę nowego władcy). Młody cesarz był zachęcany do współpracy z senatem, przywracania jego przywilejów. Prezentowano go jako wyrafinowanego filhellena, aby skontrastować jego wizerunek z tym Maksymina, czyli nieokrzesanego żołnierza.
Armia została poddana ścisłej kontroli. Rozwiązano legion III Augusta, który stłumił uzurpację Gordianów w Afryce, wymieniono dowódców na sprzyjających nowej władzy. W państwie trwały jednak problemy finansowe o czym świadczy kontynuowane psucie monety. Na Wschodzie groźni byli Persowie, nad dolnym Dunajem trzeba było się układać z Gotami. W 240 roku w Afryce Prokonsularnej wybuchła rewolta Sabiniana, udało się ją jednak stłumić.

## Tymezyteusz
Na początku 241 r. na pierwszego spośród doradców Gordiana wyrósł Furiusz Sabinus Tymezyteusz, wpływowy (za czasów Heliogabala i Aleksandra Sewera, podczas rządów Maksymina jego pozycja nieco osłabła) ekwita, który w 240 lub 241 r. został prefektem pretorianów. W 241 r. cesarz poślubił jego córkę, Sabinię Trankwilinę (Furia Sabinia Tranquillina), co utwierdziło pozycję Tymezyteusza, jako de facto regenta kierującego sprawami państwa. Razem ze swoimi pomocnikami (wśród nich najważniejsi byli dwaj bracia, Filip, przyszły cesarz, i Pryskus, przyszły uzurpator), zapewnił cesarzowi i gronu jego doradców pierwszeństwo w państwie, ograniczając rolę senatu. Widać to było w wojsku, gdzie na stanowiskach dowódczych odchodzono od przedstawicieli stanu senatorskiego na korzyść ludzi z doświadczeniem militarnym, było to jednak raczej nie efektem przesunięć na scenie politycznej imperium, ale pragmatyczną koniecznością w obliczu problemów na granicach.

## Wojna z Persją
Głównym działaniem Tymezyteusza było przygotowanie planów wielkiej wojny z Persją. Elementem tych przygotowań było ustabilizowanie innych frontów, co przy w miarę spokojnej sytuacji nad Renem i górnym Dunajem oznaczało interwencje w północnej Afryce, gdzie zreorganizowano obronę prowincji by skutecznie przeciwdziałać atakom nomadów, i nad dolnym Dunajem przeciwko przekraczającym granicę Karpom, korzystającym z pomocy Gotów i Sarmatów. W 242 r. armia przeznaczona na front perski została oddelegowana nad dolny Dunaj by spacyfikować tamtejszych barbarzyńców.
Do tego czasu Persowie dowodzeni przez króla Ardaszira zdobywali liczne terytoria na Wschodzie. Już w 236 r. z sukcesem zaatakowali Mezopotamię, w 239 r. zdobyli Dura Europos, na początku 241 r. uznającą zwierzchność Rzymu Hatrę. Gordian przybył z armią i dworem do Antiochii pod koniec 242 r., a główna kampania rozpoczęła się wiosną 243 r. Armia rzymska przekroczyła Eufrat w Zeugmie, odbiła Carrhae, Edessę i po bitwie miasto Rhesaina. Następnie zdobyła Nisibis i Singarę i skierowała się na Ktezyfon. W drugiej połowie 243 r. Tymezyteusz zmarł i na stanowisku prefekta pretorianów zastąpił go przyszły cesarz, Filip, nie przerwało to jednak działań wojskowych - Rzymianie wkroczyli do Asyrii. Prawdopodobnie w lutym 244 r. na lewym brzegu Eufratu, niedaleko od Ktezyfonu doszło do starcia z armią perską dowodzoną przez syna Ardaszira, Szapura. Rzymianie zostali pokonani, Gordian zginął w bitwie lub po niej, być może z rąk własnych ludzi, a nowym cesarzem szybko (z konieczności) ogłoszono Filipa. Jego pośpieszna zgoda na przyjęcie purpury stała się przyczyną późniejszych oskarżeń o zgładzenie przez niego młodego cesarza. Ciało Gordiana przewieziono do Rzymu i tam pochowano; konsekrowany został jako Divus Gordianus.